# 弗蘭卡冰川
弗蘭卡冰川（英語：Franca Glacier），是南極洲的冰川，位於葛拉漢地的鮑曼海岸，最終在豪澤峰以南注入索爾伯格灣，由美國研究隊拍攝空中照片，現時由南極條約體系管理。